# Spyridon Koutroufinis
Spyridon Koutroufinis (* 1967 in Thessaloniki) ist ein griechischer Philosoph.

## Leben
An der TU Chemnitz (Fakultät für Maschinenbau) und Akademie der Wissenschaften in Dresden (Abteilung Material-Forschung) studierte er von September 1985  bis Februar 1990 Ingenieurwissenschaften mit zusätzlichen Studien in theoretischer Physik mit dem Abschluss Diplom-Ingenieur (magna cum laude). An der Humboldt-Universität (Institut für Theoretische Physik) machte er zusätzliche Studien (März 1990–März 1991) in Physik der Selbstorganisation und Komplexität (nichtlineare dynamische Systeme). An der Humboldt-Universität (Institut für Mensch-Ontogenetik und Wissenschaftstheorie) erwarb er von April 1991 bis Februar 1994 den Doktortitel in Philosophie der Wissenschaft (magna cum laude). Nach der Habilitation in Philosophie (März 2002–Juli 2009) in Berlin ist er Privatdozent am Institut für Philosophie der TU Berlin. Zwischen Februar 2012 und Mai 2014 war er Gastprofessor und Visiting Scholar am Institut für Anthropologie der University of California, Berkeley.
Seine Fachgebiete sind Biophilosophie/Philosophie der Biologie, Prozessphilosophie (Whitehead, Bergson, Peirce), klassische Metaphysik (Aristoteles, Leibniz), Theorien der Selbstorganisation und Komplexität und Informationstheorie (jenseits von Shannon-Information).

## Schriften (Auswahl)
- Selbstorganisation ohne Selbst. Irrtümer gegenwärtiger evolutionärer Systemtheorien. Eine skeptische Begegnung mit I. Prigogine, H. Haken, M. Eigen, H. v. Förster, H. Maturana, F. J. Varela und G. Roth. Pharus-Verlag, Berlin 1996, ISBN 3-929223-28-7 (zugleich Dissertation, HU Berlin 1994).
- als Herausgeber: Prozesse des Lebendigen. Zur Aktualität der Naturphilosophie A. N. Whiteheads (= Lebenswissenschaften im Dialog. Band 3). Karl Alber, Freiburg im Breisgau/München 2007, ISBN 3-495-48277-6.
- als Herausgeber: Life and process. Towards a new biophilosophy (= Process thought. Band 26). De Gruyter, Berlin u. a. 2014, ISBN 3-11-034326-6.
- Organismus als Prozess. Zur Begründung einer neuen Biophilosophie (= Whitehead Studien. Band 4). Karl Alber, Freiburg im Breisgau 2018, ISBN 3-495-48914-2 (zugleich Habilitationsschrift, TU Berlin 2009).